# Ferruccio Vannoni
Ferruccio Vannoni (Siena, 1881 – Siena, 1965) è stato un intagliatore, restauratore e pittore italiano, è ricordato per essere stato soprattutto un "falsario" delle cornici medievali e rinascimentali.

## Premessa
In Italia il Risorgimento del XIX secolo si sovrappose ad un incremento di popolarità dello stile rinascimentale, il quale non era mai venuto meno, diversamente da altri paesi europei, anche come espressione di unità nazionale. Inoltre, in Italia erano fioriti artigiani ed artisti, estremamente competenti nei vari stili medievali e rinascimentali, nonché delle tecniche per la loro riproduzione. Tra gli italiani che più si distinsero in qualità di "falsari" vanno ricordati i nomi dei pittori senesi Icilio Federico Joni, Bruno Marzi, Arturo Rinaldi, Umberto Giunti, dello scultore Fulvio Corsini, del corniciaio Ferruccio Vannoni, del pittore e antiquario umbro Elia Volpi, dello scultore cremonese Alceo Dossena, del pittore fiorentino Tullio Bartoli.

## Biografia
Le notizie di cui disponiamo sulla sua vita sono pochissime. Studiò all'Istituto di Belle Arti tra il 1894 e il 1900. Gli anni della sua formazione artistica e professionale coincidono con l'interesse sempre maggiore da parte anglosassone per l'arte italiana ed in particolare per la cosiddetta scuola senese. Del resto, prima che le opere d'arte della scuola senese fossero trasferite alla Pinacoteca negli anni '30, erano appese alle pareti dell'Istituto e Vannoni poté ammirarle con attenzione. Dopo il diploma, entrò a bottega da uno degli artigiani più conosciuti e rinomati di Siena, Giovacchino Corsi, attivo tra il 1866 e il 1930, specializzato nell'intaglio e nella doratura, rinomato per i cofanetti di gioielli e le cornici di epoca rinascimentale. Dopo circa dieci anni, quando al vecchio Corsi subentrarono i figli, Vannoni decise di aprire una sua bottega a Firenze. Anche Icilio Federico Joni, nel 1932, ebbe a dire che il miglior allievo di Corsi se n'era andato e che l'artigianato senese era peggiorato.
Nonostante che per 35 anni abbia lavorato per conto del mercante d'arte Joseph Duveen, avendo iniziato nel 1925, e Corsi prima di lui, falsificando cornici di vario genere, Vannoni lavorò anche per altri mercanti italiani ed internazionali, e si considerò un restauratore di mobili e anche dipinti su fondo oro. Venne chiamato, inoltre, a restaurare e dorare cornici alla National Gallery di Londra e al Museo del Louvre.
Duveen, se per le cornici dei dipinti inglesi o di epoche barocche si rivolgeva a vari corniciai, per quelle italiane di epoca medievale o rinascimentale aveva un solo referente: Ferruccio Vannoni. Egli infatti era in grado di riprodurre una grande varietà di modelli, avendo le capacità tecniche indispensabili per poter invecchiare il legno, i colori, i fondi oro e tutto ciò che era necessario. Del resto, una cornice per una Madonna veneziana e un pannello fiorentino d'epoca rinascimentale richiedevano trattamenti molto diversi.
Nel 1944 scrisse ad Edward Fowles, direttore della filiale parigina della Duveen Brothers, dopo la battaglia di Firenze, che i nazisti in ritirata avevano distrutto completamente il suo studio riducendo in polvere qualsiasi cosa e lasciandolo in rovina. Fowles aiutò Vannoni a ripartire con l'attività ed egli continuò a spedire cornici fino al 1958, quando fece ritorno a Siena, anche se qualcuno asserisce che sia morto a Firenze. La bottega fu rilevata dagli ex-apprendisti Giovanni e Fabio Bucciarelli che lavorarono all'intaglio con Vannoni fin dal 1924.

## Stile
Le cornici di Vannoni possono essere suddivise in quattro grandi categorie, a seconda dello stile e delle tecniche identificate: cornici neogotiche, presenti essenzialmente sulle tavole del Trecento e sulle opere di Carlo Crivelli o Francesco del Cossa; cornici da tabernacolo per i soggetti religiosi nel periodo quattrocentesco fiorentino; cornici a cassetta dipinte, montate su ritratti del Rinascimento; cornici con fregi fogliati pulvinati e traforati per i capolavori veneziani del Cinquecento. Le variegate ed elaborate cornici di Vannoni sono sparse in vari musei del mondo.